# Robert de Fiennes
Robert de Fiennes, genannt Moreau (* um 1308; † 1385) war Connétable von Frankreich.
Er war der Sohn von Jean de Fiennes und Isabella von Flandern, die wiederum eine Tochter von Guido I. Graf von Flandern war.
1356 wurde er als Nachfolger von Walter VI. von Brienne zum Connétable ernannt. 1358 hinderte er die Engländer daran, Amiens zu besetzen. 1360–1361 war er Stellvertreter des Königs im Languedoc. Als sein Château de Fiennes durch den Vertrag von Brétigny unter die Herrschaft der Engländer geriet, weigerte er sich, dem englischen König zu huldigen und widerstand auch einer Belagerung seiner Burg durch 25.000 englische Soldaten. 1370 trat er aus Altersgründen zurück. Sein Nachfolger wurde Bertrand du Guesclin.
Er heiratete in erster Ehe Béatrice Dame de Gavre, in zweiter Ehe Marguerite de Melun. Nachkommen sind nicht bekannt.